# Jródivka
Jródivka (en ucraniano: Гродівка; en ruso: Гродовка, romanizado: Gródovka) es un pueblo  ucraniano perteneciente al óblast de Donetsk. Situado en el este del país, es parte del raión de Pokrovsk y del municipio (hromada) de homónimo.

## Geografía
Jródivka está en la orilla del río Zhuravka, 17 km al este de Pokrovsk y 48 km al noroeste de Donetsk.  

## Historia
Jródvika fue fundada en la década de 1770 por cosacos de Zaporiyia, cuyos primeros pobladores fueron siervos liberados. 
En la guerra civil rusa, el 25 de mayo de 1920, un destacamento de majnovistas de 300 personas ocupó Jródivka. En los días 13 y 14 de julio de ese mismo año, los bolcheviques se hicieron con el control del lugar.
En 1939 se construyó un asentamiento de trabajadores para una mina de carbón al sur del sitio, que recibió el nombre de Novojródivka. 
Desde 1956, la ciudad ha tenido el estatus de asentamiento de tipo urbano.
Durante la guerra del Dombás, hubo varios ataques con cohetes contra Jródivka en el invierno de 2015.
En 2023, Jródivka perdió el estatus de asentamiento de tipo urbano en la legislación ucraniana debido a la eliminación de este estatus administrativo.

## Demografía
La evolución de la población de Jródivka entre 1959 y 2022 fue la siguiente:
| 5966                                                          | 3740 | 3322 | 3206 | 3163 | 2628 | 2598 | 2417 | 2299 |
| (Fuente: Cities & Towns of Ukraine y UKRAINE: Größere Städte) |      |      |      |      |      |      |      |      |

Según el censo de 2001, la lengua materna de la mayoría de los habitantes, el 86,91%, es el ucraniano; del 12,77% es el ruso.

## Economía
En Jródivka había una fábrica de ladrillos y una planta de molienda, que ahora no están funcionando.

## Infraestructura

### Transporte
La carretera territorial T-05-11 atraviesa Jródivka. 